# Општина Субчетате (Харгита)
Субчетате (рум. Subcetate) општина је у Румунији у округу Харгита.
Oпштина се налази на надморској висини од 751 m.